# Poètes anglais de la Première Guerre mondiale
Les poètes anglais de la Grande Guerre occupent une place tout à fait éminente dans l'histoire de la poésie britannique, tant par le sujet qu'ils évoquent, que par la qualité de leurs écrits.
Parmi les grands noms qui s'y rattachent se trouvent Rupert Brooke, Wilfred Owen, Siegfried Sassoon, John McCrae, David Jones ou Robert Graves.
À la différence des poésies écrites jusque-là sur la guerre, souvent empreintes de lyrisme, comme Salisbury Plain, de Wordsworth ou La Charge de la brigade légère (The Charge of the Light Brigade), de Tennyson, ces poèmes anglais de la Première Guerre mondiale sont l'œuvre de patriotes combattant au front, souvent avec un courage remarquable, mais dont le patriotisme ne masque ni la folie du conflit auquel ils participent, ni leur amertume face à l'immense gâchis qui en résulte.   

## Caractères spécifiques de la poésie de la Première Guerre mondiale
La « poésie de guerre » (War poetry) est considérée en Grande-Bretagne comme un genre poétique bien distinct, regroupant un nombre limité de poètes, dont les trois plus marquants sont Rupert Brooke, Wilfred Owen et Siegfried Sassoon.
De façon générale, l'expression « poésie de guerre » s'applique uniquement aux poèmes de la Première Guerre mondiale.

### La guerre dans la poésie, avant la « poésie de guerre »
La référence à la guerre dans un poème n'est pas chose nouvelle. Sans remonter à l'Iliade — qui présente cependant certains caractères d'une poésie de guerre — on trouve dans la littérature, et dans la littérature anglaise en particulier, de nombreux poèmes inspirés par la guerre, tels que les poèmes de Salisbury Plain, de Wordsworth ou La Charge de la brigade légère (The Charge of the Light Brigade), de Tennyson, inspirée par la guerre de Crimée.
Cependant, les poètes de la Première Guerre mondiale ne sont pas les chantres de celle-ci, car ils en sont d'abord aussi les acteurs : ils participent aux combats, parfois de façon héroïque, et beaucoup n'en reviendront d'ailleurs pas. 
Aussi leurs poèmes ne sont-ils pas des hymnes glorifiant la guerre et la patrie, de façon détachée et lointaine : patriotes, mais impliqués, courageux, mais exposés aux horreurs de ces combats longs et acharnés, ils en donnent une vision réaliste, dure, parfois grinçante et amère, qui constitue un des apports originaux de cette poésie. 
Ainsi par exemple Siegfried Sassoon, engagé volontaire et farouchement opposé à la guerre, pacifiste condamnant l'horreur des tranchées qui mène des raids de nuit d'une folle bravoure dans les tranchées allemandes, héros décoré de la Military Cross connu pour ses écrits condamnant la guerre sans appel, illustre-t-il bien la complexité des aspects de la poésie de la Première Guerre mondiale.

### Thèmes principaux
Tout d'abord, un patriotisme mêlé de tristesse
Les premiers recueils de poèmes de guerre, en particulier la célèbre anthologie, The Muse in Arms (La Muse en armes), publiée en 1917 par E. B. Osborn, traitaient de la guerre sur un mode patriotique, voire chauvin, à peine teinté parfois de tristesse devant les morts, et les sacrifices individuels, car la tristesse elle-même n'empêchait pas de reconnaître la « nécessité » de toutes ces souffrances. 
À telle enseigne que l'anthologie The Muse in Arms ne comportait aucun poème de Wilfred Owen, et deux seulement de Siegfried Sassoon. 
Très vite, une condamnation du carnage et de l'imbécilité de la guerre.
Les poèmes publiés pendant la guerre elle-même ne laissent souvent que peu de trace dans la littérature anglaise, car trop patriotiques, et déconnectés de la réalité de la guerre, comme le sont ceux de Jessie Pope, à laquelle s'adresse le Dulce Et Decorum Est de Wilfred Owen. Si ce n'est qu'après la fin de la guerre que la poésie de poètes tels que Owen et Sassoon fut reconnue du grand public, c'est en revanche au cours de la tourmente qu'ils écrivirent beaucoup de leurs œuvres les plus connues.
Puis vint la phase nommée d'après Wilfred Owen, « The pity, the great pity of war » (« La pitié, la grande pitié de la guerre »)

### Style
No truth unfitting : influence de Sassoon sur le style et le regard des poètes de guerre.

### Liens et influences réciproques entre les différentsWar poets
Owen, Graves, Sassoon...
Avec des poètes d'autres nationalités.

## Principaux poètes anglais de la Première Guerre mondiale
Partie liminaire
- Caractéristiques communes de tous ces poètes ;
- Différences entre eux, tant au niveau des idées que du style, ou de la personnalité.

Engagés volontaires
Beaucoup ont été engagés volontaires, ce qui va mal avec l'idée qu'on se fait d'un « doux poète ». 
On retrouve sans doute ce trait chez les poètes allemands.
Caractère patriotique, voir nationaliste de leur vie et de leurs écrits. 
Evolution commune du patriotisme au réalisme le plus cru.  

### Rupert Brooke

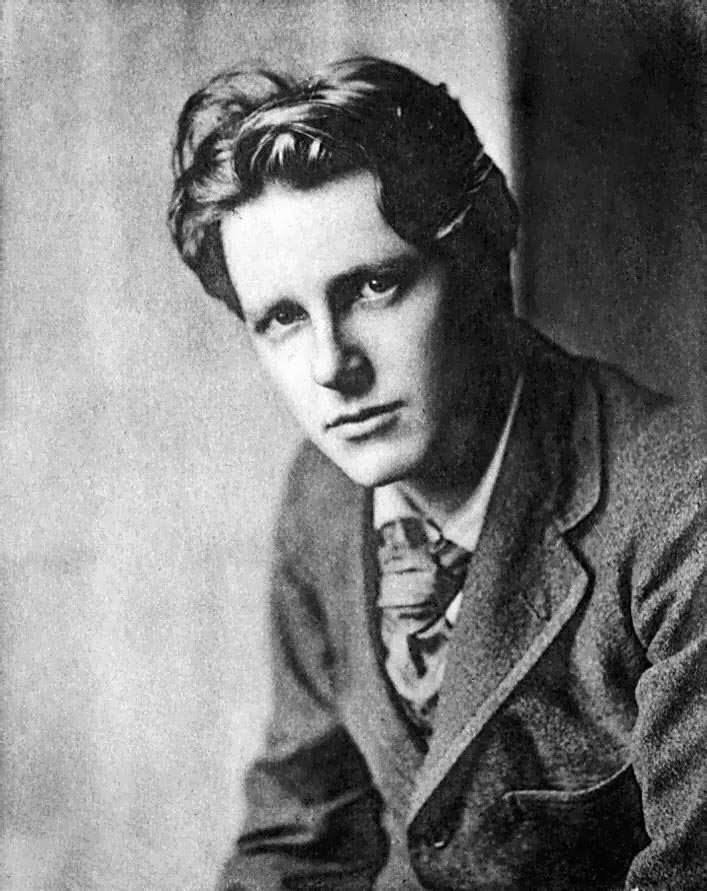
Rupert Brooke

Rupert Chawner Brooke (3 août 1887 - 23 avril 1915) est un poète anglais connu tant pour ses poèmes idéalistes, les War Sonnets écrits pendant la  Première Guerre mondiale (notamment The Soldier), que pour les poèmes qu'il a écrits en temps de paix, particulièrement The Old Vicarage, Grantchester et The Great Lover. Il est également connu alors pour sa beauté juvénile, ce qui amène W. B. Yeats à le décrire comme « le plus beau jeune homme d'Angleterre » (the handsomest young man in England).
Il aide à fonder le club de théâtre Marlowe Society, se fait des amis parmi un groupe d'écrivains, le Bloomsbury Group, et appartient à un autre groupe nommé les Georgian Poets. Il est également le membre le plus important des Dymock Poets.
Il meurt le 23 avril 1915 sur l'île de Lemnos dans la mer Égée, alors qu'il part pour la bataille des Dardanelles. Il est enterré sur l'île de Skyros, en Grèce.

### Wilfred Owen
Présentation

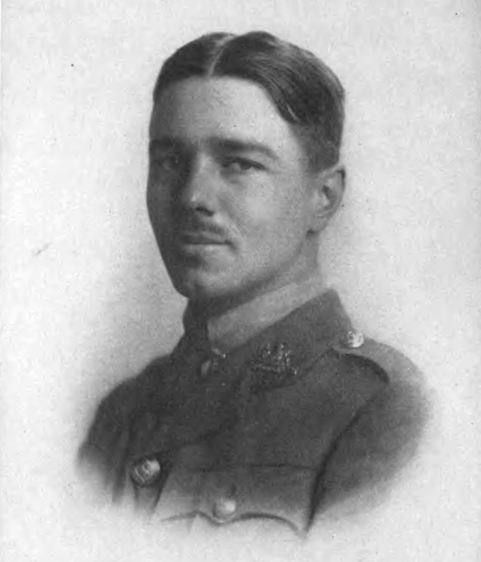
Wilfred Owen

Wilfred Owen MC (18 mars 1893 – 4 novembre 1918) est un poète anglais, très connu en Angleterre et parfois considéré comme le plus grand poète de la Première Guerre mondiale. Ses poèmes, souvent réalistes et décrivant la brutalité et l'horreur de la guerre de tranchées et des attaques au gaz, tranchent fortement avec l'opinion publique sur la guerre à l'époque et avec les vers patriotiques d'hommes tels que Rupert Brooke. Parmi ses poèmes les plus connus on peut citer Dulce Et Decorum Est, Anthem for Doomed Youth, Futility et Strange Meeting.
Il fut tué avec tous ses compagnons d'arme le 4 novembre 1918, une semaine avant l'Armistice, en essayant de reprendre des positions sur le canal Sambre-Oise.
La poésie d'Owen fut fortement influencée par son ami Siegfried Sassoon.
Un poème

### Siegfried Sassoon
Présentation ;

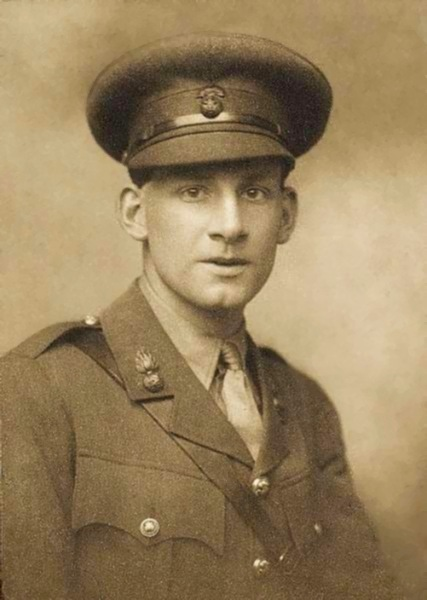
Siegfried Sassoon (en mai 1915)
par George Charles Beresford

Siegfried Loraine Sassoon (8 septembre 1886 – 1er septembre 1967) est un poète et écrivain anglais qui influença des auteurs tels que Wilfred Owen ou Robert Graves. 
D'abord connu pour ses écrits pacifistes au cours de la Première Guerre mondiale, il acquit plus tard la célébrité avec ses mémoires et ses œuvres de fiction.
Bien que patriote et engagé volontaire juste avant l'entrée de la Grande-Bretagne dans le conflit, Sassoon était violemment opposé à la guerre. 
Bien que pacifiste et opposé à la tuerie et aux horreurs de la guerre des tranchées, qu'il vécut en première ligne, il était d'une bravoure folle, par exemple lors des raids de nuit qu'il effectuait, ce qui lui valut le surnom de Mad Jack (« Jack le Fou »). 
On dit de lui qu'en une certaine occasion, il s'empara à lui tout seul d'une tranchée ennemie.  
Il fut d'ailleurs décoré de la Military Cross. Il fut considéré comme un héros par les poètes qui le suivirent, du fait de sa condamnation sans ambiguïté de la guerre. 
| Does it matter? Does it matter — losing your legs?... For people will always be kind, And you needn't show that you mind When the others come in after hunting To gobble their muffins and eggs. Does it matter — losing your sight?... There is such splendid work for the blind; And people will always be kind, As you sit on the terrace remembering And turning your face to the light. Do they matter? — Those dreams from the pit?... You can drink and forget and be glad, And people won't say that you're mad; For they'll know that you've fought for your country, And no one will worry a bit. | Est-ce que cela compte ? Est-ce que cela compte — perdre vos jambes ?... Car les gens seront toujours gentils, Et vous n'avez pas besoin d'accuser le coup Lorsque les autres rentrent de la chasse Avaler leurs muffins et leurs œufs. Est-ce que cela compte — perdre la vue?... Les aveugles peuvent faire tant de belles choses ; Et les gens seront toujours gentils, Alors qu'assis sur la terrasse, vous vous souviendrez En tournant votre visage vers la lumière. Est-ce que cela compte — Ces rêves du fond du puits ?... Vous pouvez boire, oublier et être gai, Sans que les gens ne vous croient fou ; Car ils sauront que vous avez combattu pour votre pays, Et personne ne s'inquiétera le moins du monde. |

### John McCrae
Présentation ;

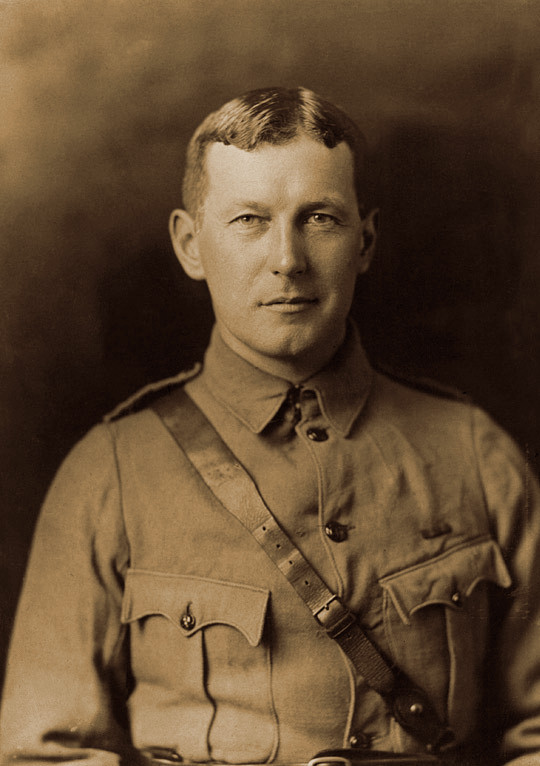
John McCrae

John McCrae est un médecin biologiste canadien qui s'est enrôlé volontairement d'abord pour la seconde guerre des Boers en Afrique du Sud puis dans le Corps expéditionnaire canadien pendant la Grande Guerre.
Il a été promu au grade de Lieutenant-Colonel du Corps médical canadien. C'est lui qui aurait écrit en mai 1915, à Boezinge, un poème en pleine bataille des Flandres. Il décède à l'Hôpital militaire britannique de Wimereux à la fin de janvier 1918. 
Son poème In Flanders Fields (Au champ d'honneur) évoque avec une grande simplicité les champs de bataille des Flandres.
Il est devenu pour les Britanniques le symbole de toute une génération fauchée dans la fleur de l'âge, à l'instar des romans de Roland Dorgelès ou de Maurice Genevoix pour les Français.
Un poème

### Robert Graves
Présentation
Robert Graves (Wimbledon, Londres, 24 juillet 1895 – Deia (île de Majorque, Espagne), 7 décembre 1985), fils de l'écrivain irlandais Alfred Perceval Graves et d'Amalia von Ranke, est un poète et romancier britannique. Il quitta ses études pour s'engager en 1914 et devint Capitaine dans un régiment des Royal Welsh Fusiliers.
Il est surtout connu pour sa biographie historique Moi, Claude.
Il a aussi publié en 1929 ses souvenirs, essentiellement de la Première Guerre mondiale, dans Good-Bye to All That. Ce titre désabusé est justifié à la fin de l'avant-dernier chapitre dans lequel il évoque très brièvement son divorce d'avec sa femme Nancy : We parted on May 6th, 1929. She, of course, insisted on keeping the children. So, I went abroad, resolved never to make England my home again; which explains the Goodbye to All That of this title.

### David Jones
Présentation ;
David Jones, Companion of Honour (1er novembre 1895 – 28 octobre 1974) était à la fois un artiste et l'un des poètes les plus importants de la première génération des poètes modernistes britanniques. Son œuvre est marqué par son double héritage, gallois d'une part, et catholique de l'autre. T. S. Eliot considerait que Jones était un écrivain de la plus grande importance, et son œuvre The Anathemata était considérée par W. H. Auden le long poème le plus important jamais écrit en anglais au XXe siècle.
Un poème

### Autres poètes de langue anglaise de la Première Guerre mondiale
- Francis Ledwidge
- Hedd Wyn
- Ewart Alan Mackintosh

## Contexte des poèmes de guerre

### Accueil et réactions du public
Audience
Au cours de la Première Guerre mondiale, la poésie de guerre eut une audience certaine, et l'anthologie The Muse in Arms, publiée en 1917, connut un grand succès. 
Cependant, l'heure était à l'élan patriotique, et à la conviction que, si douloureux que soient la guerre et le sort de ses victimes, ces sacrifices étaient nécessaires, et que cette nécessité primait sur toute autre considération. 
Ce n'est donc qu'après la guerre, vers les années 1920, que toute une série d'ouvrages, en Grande-Bretagne (Undertones of War, d'Edmund Blunden, ou Goodbye to All That, de Robert Graves), en France (Le Feu, d'henri Barbusse), et en Allemagne, avec le célèbre livre d'Erich Maria Remarque de 1929, Im Westen nichts neues (À l'ouest, rien de nouveau), firent connaître la réalité de l'horreur de la vie au front. 
Et c'est alors seulement que l'appréciation de la poésie de guerre commença à prendre toute son ampleur.
Un nouveau regain d'intérêt eut lieu également beaucoup plus tard, dans les années 1960.

### Vie après la guerre
réadaptation à la vie civile ; difficultés rencontrées ;
changement de thèmes, ou au contraire développement des mêmes thèmes.

## Poètes de la Première Guerre mondiale d'autres nations

### Allemagne
Anton Schnack

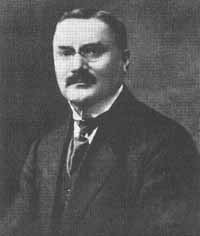
August Stramm
August Stramm est un dramaturge et poète allemand, né à Munster le 29 juillet 1874 et mort dans les marécages de Rokitno (Russie) le 1er septembre 1915.
Jugé comme l'un des précurseurs du théâtre expressionniste allemand, Stramm reste très peu connu et monté actuellement en France.

### France
En France, la Grande Guerre ne donne pas lieu à la même création poétique et les poètes évoquant la guerre sont peu nombreux.  Théodore Botrel, l'auteur de La Paimpolaise, est l'auteur de textes et de chansons patriotiques, dont Ma P'tite Mimi. De son côté, Guillaume Apollinaire écrit son recueil de poèmes Calligrammes, sous-titré poèmes de la paix et de la guerre 1913-1916.

### Italie
Giuseppe Ungaretti

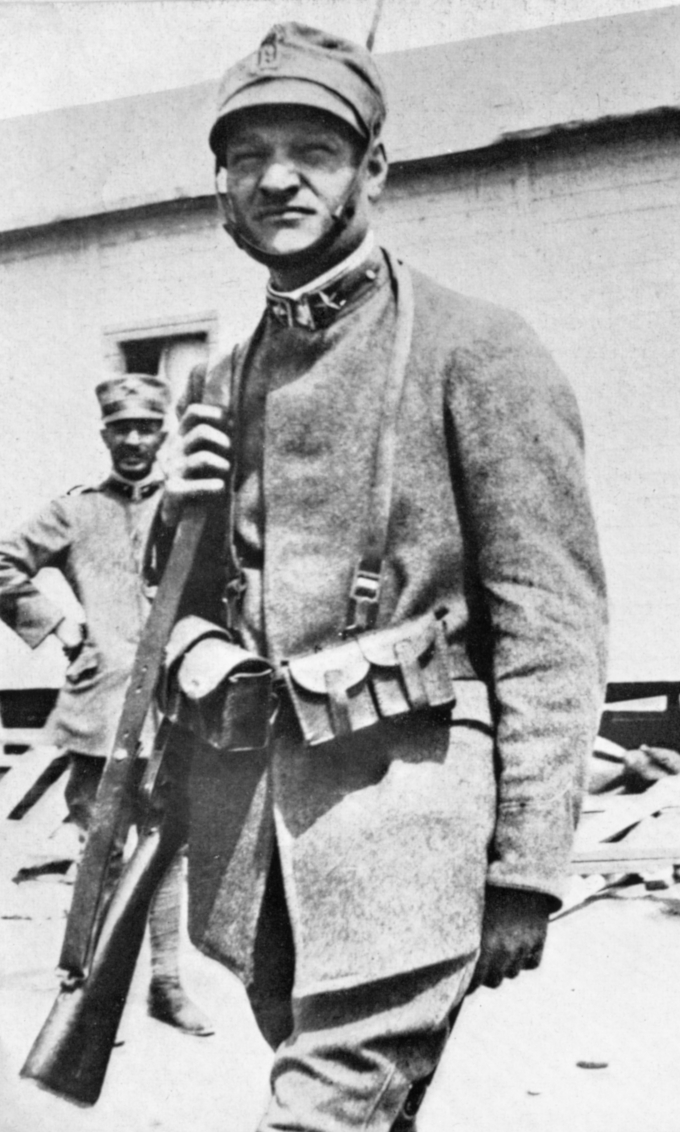
Giuseppe Ungaretti, vers 1914.

Giuseppe Ungaretti est un poète italien, né le 8 février 1888 à Alexandrie (Égypte), mort le 2 juin 1970 à Milan. Au début de la Première Guerre mondiale, il s'engagea comme volontaire pour partager le destin de ses contemporains. Il combattit au Carso (province de Trieste), puis en Champagne . En 1916 il publia en italien (grâce à l'un de ses officiers) le recueil de poésie Il porto sepolto où se reflètent son expérience de la guerre, qui lui avait fait côtoyer la couche la plus pauvre de l'humanité, celle de la douleur quotidienne.
```
Comme pour tant d'autres appelés, malgré l'horreur absolue de la guerre, Ungaretti ou Rèbora firent aussi l'expérience de l'appartenance à une nation et à une langue, peu sensibles jusqu'alors.
```

## Postérité

### Dans la culture populaire
- Regeneration, le roman historique de Pat Barker de 1991, qui décrit la rencontre et les relations entre Owen et Sassoon ;

- Documentaire de 2007 réalisé sur Wilfred Owen par la BBC, sous le titre  Wilfred Owen: A Remembrance Tale, dans lequel il est joué par Samuel Barnett ;

- Le War Requiem, opus 66,  de Benjamin Britten, écrit pour la reconsécration de la cathédrale de Coventry (la nouvelle je suppose, l'ancienne étant, pour autant que je sache, toujours en ruines), et interprété pour la première fois à Coventry le 30 mai 1962.